# Parlamento dell'Andalusia
Il Parlamento dell'Andalusia (in spagnolo: Parlamento de Andalucía) è l'organo che detiene il potere legislativo della comunità autonoma dell'Andalusia.

## Funzioni
Le principali funzioni del parlamento andaluso sono:
- Esercitare il potere legislativo dell'Andalusia
- Controllare l'azione esecutiva della Giunta dell'Andalusia
- Approvare il budget e i piani finanziari
- Scegliere il presidente della Giunta dell'Andalusia

## Sede
La sede del parlamento andaluso è a Siviglia, capitale della Comunità autonoma. Si trova nel vecchio Hospital de las Cinco Llagas. La sua costruzione iniziò nel 1546 per ordine di Don Fadrique Enríquez de Ribera. È stato progettato da Martín de Gainza, che ha diretto i lavori fino alla sua morte, nel 1556. Due anni dopo, Hernán Ruiz II fu incaricato di proseguire i lavori.
La sua pianta è rettangolare e articola circa 10 cortili, di cui solo nove sono stati costruiti, anche se attualmente solo otto sono conservati. L'elemento più caratteristico dell'edificio è senza dubbio la sua chiesa. Situato nel cortile centrale, ha una pianta a croce latina e un grande carattere rinascimentale. È più alto del resto dell'edificio. Al suo interno è dove si svolgono attualmente le sessioni plenarie.
L'edificio ha funzionato come un ospedale fino al 1972. Dopo anni di abbandono, nel 1986 sono stati redatti progetti per la sua conversione nella sede del Parlamento dell'Andalusia, inaugurato il 28 febbraio (giorno del Andalusia) del 1992. Il restauro totale dell'edificio è stato completato nel 2003, con il completamento dei lavori di recupero dei cortili e delle stanze che non erano stati intrapresi negli anni ottanta. Sono stati anche la sede del parlamento dell'Andalusia:
- Alcázar di Siviglia (1982-1983). Sede del Parlamento andaluso dalla sua istituzione il 21 giugno 1982. Vi si sono tenute nove sessioni parlamentari.
- Palazzo del Pubblico (1983-1985). Vi si sono tenute 50 sessioni e parte della prima legislatura.
- Chiesa di San Hermenegildo (1985-1992). Si è conclusa la prima legislatura e hanno avuto luogo la seconda e la terza.

## Presidenti del Parlamento dell'Andalusia
| Lista dei Presidenti del Parlamento dell'Andalusia | Lista dei Presidenti del Parlamento dell'Andalusia | Lista dei Presidenti del Parlamento dell'Andalusia | Lista dei Presidenti del Parlamento dell'Andalusia |
| -------------------------------------------------- | -------------------------------------------------- | -------------------------------------------------- | -------------------------------------------------- |
| Mandato                                            | Presidente                                         | Presidente                                         | Legislatura                                        |
| Mandato                                            | Nome                                               | Partito                                            | Legislatura                                        |
| 1982-1986                                          | Antonio Ojeda Escobar                              | PSOE                                               | I Legislatura                                      |
| 1986-1988                                          | Ángel Manuel López y López                         | PSOE                                               | II Legislatura                                     |
| 1988-1990                                          | José Antonio Marín Rite                            | PSOE                                               | II Legislatura                                     |
| 1990-1994                                          | José Antonio Marín Rite                            | PSOE                                               | III Legislatura                                    |
| 1994-1996                                          | Diego Valderas Sosa                                | IU-LV-CA                                           | IV Legislatura                                     |
| 1996-2000                                          | Javier Torres Vela                                 | PSOE                                               | V Legislatura                                      |
| 2000-2004                                          | Javier Torres Vela                                 | PSOE                                               | VI Legislatura                                     |
| 2004-2008                                          | María del Mar Moreno Ruíz                          | PSOE                                               | VII Legislatura                                    |
| 2008-2012                                          | Fuensanta Coves Botella                            | PSOE                                               | VIII Legislatura                                   |
| 2012-2015                                          | Manuel Gracia Navarro                              | PSOE                                               | IX Legislatura                                     |
| 2015-2018                                          | Juan Pablo Durán Sánchez                           | PSOE                                               | X Legislatura                                      |
| 2018-2022                                          | Marta Bosquet Aznar                                | Ciudadanos                                         | XI Legislatura                                     |
| 2022-                                              | Jesús Aguirre Muñoz                                | PP-A                                               | XII Legislatura                                    |
| Fonte: Parlamento dell'Andalusia                   |                                                    |                                                    |                                                    |